# Khanewal
Khanewal (Urdu: بُخانیوال) ist die Hauptstadt des Distrikts Khanewal in der Provinz Punjab in Pakistan. Sie ist ein wichtiger Eisenbahnknotenpunkt im Zentrum der Provinz Punjab.

## Geschichte
Historisch gesehen ist Khanewal eine relativ moderne Stadt, deren frühestes Fundament vom britischen Empire aufgrund seiner Bedeutung als Eisenbahnknotenpunkt gelegt wurde. Die Stadt war ein Knotenpunkt der Eisenbahnlinie Khanewal – Wazirabad und bot von Lahore eine Verbindung zur Stadt Karatschi.

## Galerie

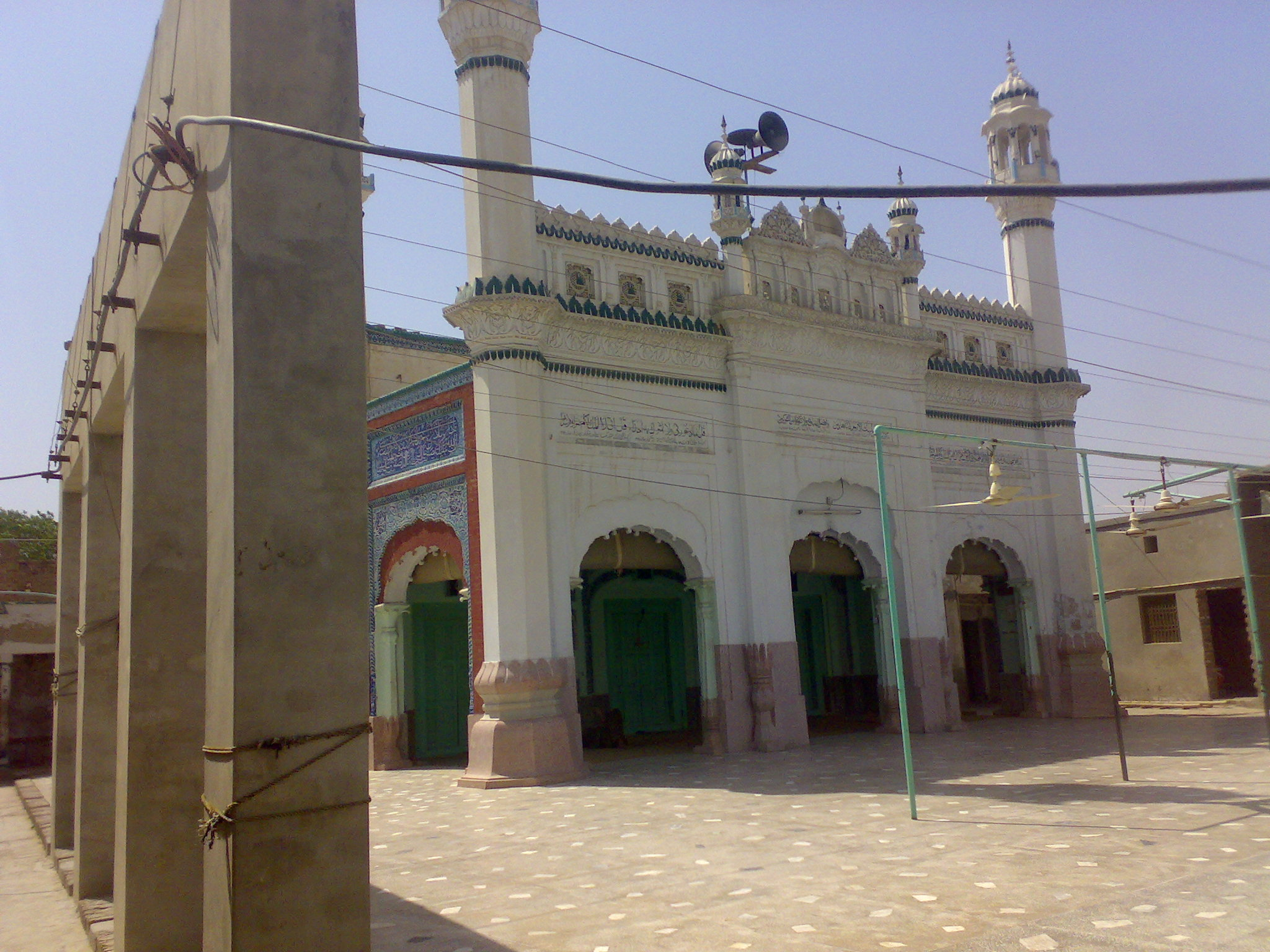
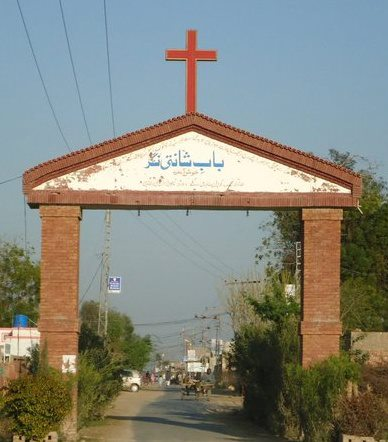

## Bevölkerungsentwicklung
| Zensusjahr | Einwohnerzahl |
| ---------- | ------------- |
| 1972       | 67.746        |
| 1981       | 89.090        |
| 1998       | 133.986       |
| 2017       | 227.059       |

## Persönlichkeiten
- Arshad Nadeem (* 1997), Speerwerfer